# Seri Menanti

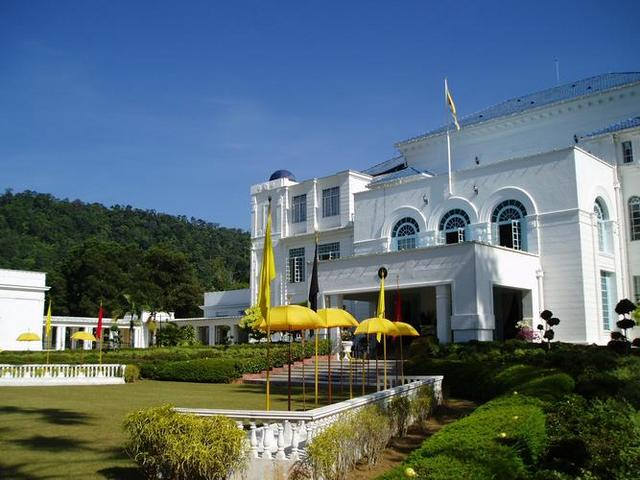
La résidence actuelle de Yamtuan Besar, l'Istana Besar Seri Menanti

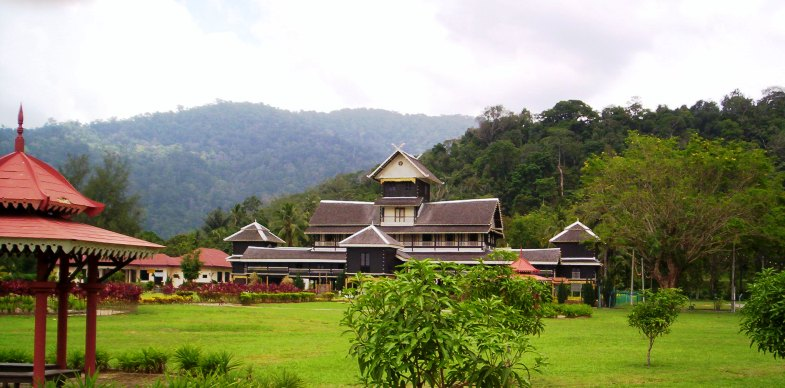
Ancien Palais de Seri Menanti, Istana Lama Seri Menanti, construit sans aucun clou.

Seri Menanti est la capitale royale de l'État de Negeri Sembilan en Malaisie. Situé dans le district de Kuala Pilah, il abrite la demeure officielle du chef d'état, Yamtuan Besar (en) ou Yang di-Pertuan Besar (en), l'équivalent du Sultan dans les autres états de la fédération. Ce palais royal est connu sous son nom malais d‘Istana Besar.
Cette petite ville abrite aussi l'ancien palais, l'Istana Lama, construit par le Yang di-Pertuan Besar Tuanku Muhammad Shah ibni Almarhum Tuanku Antah (règne de 1888 à 1933). Ce palais en bois fut construit sans aucun clou. On y trouve également le Mausolée Royal de Seri Menanti, la Mosquée Royale de Tuanku Munawir (Masjid Diraja Tuanku Munawir) et le Seri Menanti Resort. Parmi les villages de la région, on compte Kampung Lapuk, Kampung Sakai, Kampung Buyau, Kampung Beruang et Kampung Gunung Pasir.
Le Tunku Besar Seri Menanti actuel est Tunku Ali Redhauddin, le fils aîné du Yang di-Pertuan Besar de Negeri Sembilan, Tuanku Muhriz ibni Almarhum Tuanku Munawir. Le Tunku Besar Seri Menanti est traditionnellement le plus important des Putera Yang Empat (Quatre Princes). C'est seulement la troisième fois en 120 ans que le titre a été attribué.

## Histoire
Le peuple Minangkabau a immigré dans l'État de Negeri Sembilan et a commencé à influencer la politique locale au XIVe siècle. Au XVe siècle, les Minangkabau de Rembau ont exploré les environs de Seri Menanti. Parmi eux se trouvait Datuk Puteh de Pagar Ruyung. Selon la littérature locale, les explorateurs ont trouvé trois tiges de paddy juste vert et Datuk Puteh a donc décidé de nommer l'endroit Padi Menanti (littéralement « paddy attendant » (de pousser)). Avec le temps, ce nom est devenu Seri Menanti. On pense que le mot « seri » voudrait dire paddy en vieux-javanais. 
Raja Melewar est arrivé au Negeri Sembilan en 1773, a été installé comme roi et ensuite proclamé le premier Yamtuan Besar à Kampung Penajis, à Rembau. Il a ensuite transféré sa résidence à Seri Menanti qui demeure, jusqu'à aujourd'hui, la ville royale de Negeri Sembilan.

## Patrimoine
En février 2009, le Ministre de l'Unité, de la Culture, des Arts et du Patrimoine Datuk Seri Shafie Apdal a annoncé que l'Istana Lama Seri Menanti faisait partie des dix monuments historiques de Malaisie ayant le statut de patrimoine national, avec la Victoria Institution de Kuala Lumpur et le Stadthuys de Malacca.